# Chu Á Văn
Chu Á Văn (tiếng Trung: 朱亚文, sinh ngày 21 tháng 4 năm 1984) là một diễn viên Trung Quốc. Anh xuất hiện trong các bộ phim Nhân chứng và Kiến quân đại nghiệp; và loạt phim truyền hình Cao lương đỏ và Đại Minh phong hoa. Năm 2019, anh tham gia chương trình tạp kỹ Keep Running với tư cách là một diễn viên.
Chu Á Văn xếp thứ 80 trong danh sách 100 người nổi tiếng của Forbes Trung Quốc năm 2019.

## Đầu đời
Sinh ngày 21 tháng 4 năm 1984, Chu Á Văn theo học Học viện Điện ảnh Bắc Kinh.

## Đời tư
Anh kết hôn với Thẩm Giai Ni vào năm 2013. Họ có với nhau hai đứa con.

## Sự nghiệp
Anh nổi tiếng nhờ vai diễn trong bộ phim chiến tranh năm 2006 "Sấm Quan Đông" (tên Tiếng Anh: Pathfinding to the East.) Bộ phim được giới phê bình đánh giá cao, và nhận được giải thưởng Đại bàng vàng cho phim truyền hình hay nhất (Trung Quốc) và giải thưởng Apsara bay cho phim truyền hình xuất sắc.
Điều này được tiếp nối với một vai chính trong một bộ phim chiến tranh khác Binh pháp tôn tử năm 2009, đã tạo nên sự nổi tiếng của anh tại Trung Quốc. Cùng năm đó, anh đóng vai chính trong bộ phim truyền hình quân sự Miền Bắc hoang dã, nhận được giải thưởng Flying Apsara cho Phim truyền hình xuất sắc.
Năm 2010, Chu Á Văn đóng vai chính trong bộ phim tình cảm lãng mạn Army Stories in Highland và nhận được sự hoan nghênh cho diễn xuất của anh.
Năm 2011, Chu Á Văn được trao giải Tài năng mới châu Á tại Liên hoan phim quốc tế Thượng Hải.
Năm 2012, Chu Á Văn được đề cử giải Nam diễn viên xuất sắc nhất tại Giải thưởng Emmy quốc tế lần thứ 40 cho vai diễn trong bộ phim chiến tranh hàng không "Phi ưng bay xa" (tên Tiếng Anh: Flying Eagle.) Đây là bộ phim truyền hình quốc nội đầu tiên lấy đề tài không chiến.
Năm 2014, Chu Á Văn đóng cùng với Châu Tấn trong bộ phim truyền hình "Cao lương đỏ" của Mạc Ngôn. Tuy nhiên, vai diễn của anh về nam chính Dư Chiêm Ngao, bị chỉ trích là cứng nhắc và không tự nhiên. Cùng năm đó, anh góp mặt trong bộ phim tiểu sử "Thời đại hoàng kim" của đạo diễn Hứa An Hoa, đóng vai Đoan Mộc Hống Lương Duanmu Hongliang.
Năm 2015, Chu Á Văn đóng vai chính cùng Mã Y Lợi trong "Hôn nhân bí mật", một bộ phim truyền hình hiện đại kể về câu chuyện của một cặp vợ chồng cổ trắng phấn đấu để làm cho mình giàu có hơn giữa một loạt các thử thách. Chu Á Văn đã giành giải Nam diễn viên xuất sắc nhất trong hạng mục phim truyền "hình đương đại nhờ diễn xuất của mình. Cùng năm đó, anh đóng vai phản diện trong phim kinh dị tội phạm "Tôi là nhân chứng" (The Witness).
Năm 2019, Chu Á Văn đóng vai nam chính trong bộ phim cổ trang Đại Minh phong hoa, vai Chu Chiêm Cơ.

## Danh sách phim

### Điện ảnh
| Năm  | Tên tiếng Việt              | Tên tiếng trung | Vai trò          | Ghi chú |
| ---- | --------------------------- | --------------- | ---------------- | ------- |
| 2007 | Tinh tinh chi hỏa           | 星星之火        | Vương Jinmei     |         |
| 2011 | Cậu là người anh em của tôi | 你是我兄弟      | Trịnh Sảng       | [ 14 ]  |
| 2012 | Huyền bí                    | 城 謎           | Tần Phong        | [ 15 ]  |
| 2014 | Thời đại hoàng kim          | 黃金時代        | Duanmu Hongliang |         |
| 2015 | Cô dâu đại chiến            | 新娘大作战      | Lạc Đan          | [ 16 ]  |
| 2015 | Nhân chứng                  | 是 证人         | Tang Trịnh       |         |
| 2016 | Khi Larry gặp Mary          | 垚 知 马        | Triệu Ben        | [ 17 ]  |
| 2017 | Kiến quân đại nghiệp        | 建军 大业       | Chu Ân Lai       | [ 18 ]  |
| 2018 | Nhà thơ                     | 诗人            | Lý Vũ            | [ 19 ]  |
| 2019 | Chào mừng đến với Bear Town | 欢迎来到熊仁镇  | Anh Bi           | [ 20 ]  |
| 2019 | Chuyến bay sinh tử          | 中国机长        |                  | [ 21 ]  |
| 2021 | Bác sĩ Trung Quốc           |                 |                  |         |
| 2021 | Trận chiến hồ Trường Tân    |                 |                  |         |
| 2022 |                             |                 |                  |         |

### Phim truyền hình
| Năm  | English title                              | Chinese title      | Vai diễn       | Notes  |
| ---- | ------------------------------------------ | ------------------ | -------------- | ------ |
| 2004 | Winter Passing                             | 走过冬季           | Ling Lingling  |        |
| 2005 | Ánh mặt trời mùa mưa                       | 阳光雨季           | Yue Chaofei    |        |
| 2006 | Step Brothers                              | 非亲兄弟           | Chen Tianyu    | [ 22 ] |
| 2007 |                                            | 雪琉璃             | Li Ke          | [ 23 ] |
| 2008 | Pathfinding to the Northeast               | 闯关东             | Zhu Chuanwu    |        |
| 2008 |                                            | 豪门金枝           | Zhong Lin      |        |
| 2009 | Army Stories in Highland                   | 高地               | Wang Qi        |        |
| 2009 | Great Northern Wilderness                  | 情系北大荒         | Chi Pao        |        |
| 2009 | Memories of The Golden Flame               | 烽火影人           | Ouyang Pusheng | [ 24 ] |
| 2009 | The Ultimate Master of War                 | 兵圣               | Sun Wu         |        |
| 2010 |                                            | 市委书记日记       | Han Xia        |        |
| 2010 | Cao Lương Đỏ                               | 高粱红了           | Lin Yusheng    | [ 25 ] |
| 2010 | Love in the Vast Land                      | 爱在苍茫大地       | Wen Mingyuan   | [ 26 ] |
| 2011 | Flying Eagle                               | 远去的飞鹰         | Gao Zhihang    |        |
| 2012 | My Natasha                                 | 我的娜塔莎         | Chong Tiande   | [ 27 ] |
| 2012 | Nos Annees Francaises                      | 我们的法兰西岁月   | Zhou Enlai     | [ 28 ] |
| 2013 | The Blood Brothers                         | 铁血兄弟           | Jiang Liu      | [ 29 ] |
| 2013 | The Story of Zheng Yang Gate               | 正阳门下           | Han Chunming   | [ 30 ] |
| 2014 |                                            | 地火               | Li Zhongming   | [ 31 ] |
| 2014 | Cao lương đỏ                               | 红高粱             | Dư Chiêm Ngao  |        |
| 2015 | Say No For Youth                           | 天生要完美         | Yun Tianyao    | [ 32 ] |
| 2015 | Swan Dive for Love                         | 北上广不相信眼泪   | Zhao Xiaoliang |        |
| 2016 | Two Families                               | 姐妹兄弟           | Song Jianguo   | [ 33 ] |
| 2016 | Happy Mitan                                | 欢喜密探           |                | Cameo  |
| 2016 | City Still Believe in Love                 | 北上广依然相信爱情 | Wang Mao       | [ 34 ] |
| 2017 | Across The Ocean To See You                | 漂洋过海来看你     | Zheng Chu      | [ 35 ] |
| 2018 | Huynh đệ thời công nghệ                    | 合伙人             | Cổ Đông Thanh  | [ 36 ] |
| 2019 | Đại Minh phong hoả (Quyền lực vương triều) | 大明风华           | Chu Chiêm Cơ   |        |
| TBA  | The Lion's Secret                          | 赖猫的狮子倒影     | Lưu Thanh      | [ 37 ] |
| TBA  | Kidnapping Game                            | 绑架游戏           |                | [ 38 ] |
| TBA  | The Investigator                           | 商业调查师         |                | [ 39 ] |

### Chương trình tạp kỹ
| Năm  | Tên tiếng Anh       | Tên tiếng trung | Vai trò   | Ghi chú   |
| ---- | ------------------- | --------------- | --------- | --------- |
| 2015 | en:Real Hero        | 真心 英雄       | Diễn viên |           |
| 2018 | Thanh lâm kỳ cảnh 1 | 声临其境        | Khách mời | Hạng nhất |
| 2019 | Thanh lâm kỳ cảnh 2 | 声临其境        | Khách mời |           |
| 2019 | Keep Running        | 奔跑 吧         | Diễn viên | [ 40 ]    |

## Danh sách đĩa hát

### Đĩa đơn
| Năm  | Tên tiếng Việt   | Tên tiếng trung | Album                       | Ghi chú                                                                         |
| ---- | ---------------- | --------------- | --------------------------- | ------------------------------------------------------------------------------- |
| 2015 | Cô dâu đại chiến | 今天你要嫁给我  | Cô dâu đại chiến OST        | với Angelababy, Trần Hiểu và Nghê Ni                                            |
| 2019 |                  | "造亿万吨光芒"  | Keep Running bài hát chủ đề | Với Lý Thần, Angelababy, Trịnh Khải, Vương Ngạn Lâm, Hoàng Húc Hi và Tống Vũ Kỳ |

## Giải thưởng
| Năm  | Giải thưởng                                       | Hạng mục                                                    | Phim được đề cử                      | Kết quả   | Tham chiếu |
| ---- | ------------------------------------------------- | ----------------------------------------------------------- | ------------------------------------ | --------- | ---------- |
| 2011 | Liên hoan phim quốc tế Thượng Hải lần thứ 14      | Giải thưởng tài năng mới châu Á                             | —                                    | Đoạt giải | [ 6 ]      |
| 2012 | Giải thưởng Emmy quốc tế lần thứ 40               | Nam diễn viên xuất sắc nhất                                 | Phi ưng bay xa                       | Đề cử     | [ 7 ]      |
| 2014 | Giải Bạch Ngọc Lan lần thứ 21                     | Nam diễn viên xuất sắc nhất                                 | Cao lương đỏ                         | Đề cử     |            |
| 2016 | Giải thưởng truyền hình cầu vồng châu Á lần thứ 3 | Nam diễn viên xuất sắc nhất (Kịch hiện đại)                 | Cao lương đỏ                         | Đoạt giải | [ 42 ]     |
| 2016 | Giải Hoa Đỉnh lần thứ 19                          | Nam diễn viên xuất sắc nhất (Kịch đương đại)                | Hôn nhân bí mật (Swan Dive for Love) | Đoạt giải | [ 11 ]     |
| 2017 | Giải Kim Kê lần thứ 31                            | Nam diễn viên phụ xuất sắc nhất                             | Khi Larry gặp Mary                   | Đề cử     |            |
| 2018 | Giải Bách Hoa lần thứ 34                          | Nam diễn viên xuất sắc nhất                                 | Kiến quân đại nghiệp                 | Đề cử     | [ 43 ]     |
| 2019 | Giải Kim Phượng lần thứ 17                        | Giải thưởng xã hội - Biểu diễn nghệ thuật điện ảnh xuất sắc | Kiến quân đại nghiệp                 | Đoạt giải | [ 44 ]     |
| 2019 | Lễ trao giải Diễn viên Trung Quốc lần thứ 6       | Nam diễn viên xuất sắc nhất (hạng mục Emerald)              | Đối tác                              |           | [ 45 ]     |